# Kassettengetriebe

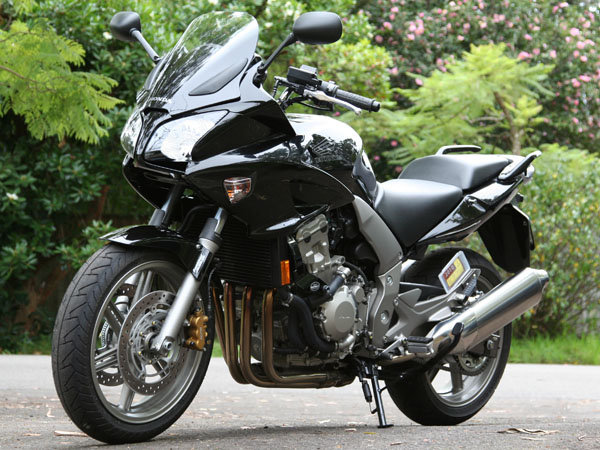
Die Honda CBF1000 ist ein Motorrad mit Kassettengetriebe

Ein Kassettengetriebe ist eine Konstruktionsweise von Getrieben, bei der die zwei Hauptwellen – mit jeweils der Gangzahl entsprechenden Anzahl von Zahnrädern – und deren Lagerung im Ganzen mit geringem Montageaufwand herausnehmbar ist.
Im Unterschied dazu sind herkömmliche Getriebe meist geschlossen und mit dem Motor oder Antriebsstrang so verbunden, dass die Getriebezahnräder nur nach zeitaufwändigem Ausbau und Zerlegung der gesamten Einheit zugänglich sind.
Vorteile von Kassettengetrieben sind:
- Einfacher Wechsel von Untersetzungen, etwa zur Abstimmung auf eine bestimmte (Rennsport-)Strecke
- Schnelle Kontrolle von Beschädigungen und entsprechende Reparatur
- Geringer Montageaufwand bei der Fertigung

Dem stehen gegebenenfalls höhere Konstruktions- und Produktionsaufwände sowie höheres Gewicht und Platzbedarf gegenüber. 
Kassettengetriebe werden vor allem bei Motorsport-Fahrzeugen eingesetzt, sind aber neuerdings auch bei Supersport-Motorrädern im Serienbau eingeführt worden.